# Рамирес, Эрик
Э́рик Клейбе́ль Рами́рес Мате́ус (исп. Eric Kleybel Ramírez Matheus; род. 20 ноября 1998, Баринас) — венесуэльский футболист, нападающий киевского «Динамо» и сборной Венесуэлы. Выступает на правах аренды за клуб «Тигре».

## Клубная карьера
После нескольких матчей за «Самору B» Рамирес 1 мая 2016 года дебютировал за первую команду «Саморы» в матче 18 тура Апертуры против «Эстудиантес де Мерида» (5:0), выйдя на замену вместо Арлеса Флореса на 70-й минуте. Следующий раз Эрик появился на поле только 24 июля 2016 года в 5 туре Клаусуры против «Каракаса» (0:0), выйдя на замену вместо Ричарда Бланко на 76-й минуте.
В 2017 году он был отдан в аренду в «Эстудиантес де Каракас» и, хотя не появлялся на поле в рамках чемпионата, сыграл в обоих матчах первого этапа Южноамериканского кубка против «Соль де Америка». Гол в первом матче 6 апреля 2017 года в ворота Агустина Силвы стал первым в профессиональной карьере Эрика.
По окончании аренды 27 июля 2017 года перешёл в чешскую «Карвину», за которую дебютировал 5 августа 2017 года в выездном матче против «Богемианс 1905» (1:2), выйдя на замену на 87-й минуте вместо Петера Штепановского. 24 сентября 2017 года отличился первым забитым мячом в европейском этапе своей карьеры в домашнем матче против «Зброёвки» (2:1).
7 февраля 2019 года отправился в полугодичную аренду в словацкую «Сеницу». Дебютировал за клуб 16 февраля 2019 года в выездном матче против «Тренчина» (0:3). Первый гол за «Сеницу» провёл 6 апреля 2019 года в выездном матче чемпионата против «Тренчина» (3:2).
По истечении аренды 9 июля 2019 года за €0,5 млн перешёл в словацкий «ДАК 1904», подписав контракт до конца сезона 2023/24. Дебютировал за клуб 21 июля 2019 года в выездном матче против «ВиОна» (2:1). 28 июля 2019 года отличился первым забитым мячом в ворота «Погронье» (5:1) в домашнем матче чемпионата.
23 июля 2021 подписал контракт на 5 лет с «Динамо» (Киев). 11 августа 2021 года дебютировал за новый клуб в матче Украинской Премьер-лиги против «Миная» (2:0), отметившись результативной передачей на 19-й минуте на Виталия Буяльского, а также и дебютным голом на 45+1-й минуте. Дебютировав, Рамирес стал первым венесуэльцем в истории «Динамо». 20 октября дебютировал в еврокубках в матче Лиге чемпионов УЕФА против «Барселоны», заменив на 85-й минуте Виталия Буяльского.

## Карьера в сборной
1 октября 2020 года впервые был вызван в сборную Венесуэлы на матчи отборочного турнира к чемпионату мира 2022 года. 13 октября 2020 года во втором туре отбора в домашнем матче против Парагвая (0:1) дебютировал за национальную сборную, заменив на 89-й минуте Кристиана Кассереса-младшего. 8 октября 2021 года забил свой первый гол за сборную Венесуэлы в матче отборочного турнира к чемпионату мира 2022 года против сборной Бразилии, открыв счёт на 11-й минуте, после подачи с правого фланга головой из района 11-метровой отметки отправил мяч в угол ворот Алисона.

## Статистика выступлений

### Клубная статистика
| Клуб                   | Сезон             | Чемпионат | Чемпионат | Кубок | Кубок | Международные кубки | Международные кубки | Другое | Другое | Итого | Итого |
| Клуб                   | Сезон             | Игры      | Голы      | Игры  | Голы  | Игры                | Голы                | Игры   | Голы   | Игры  | Голы  |
| ---------------------- | ----------------- | --------- | --------- | ----- | ----- | ------------------- | ------------------- | ------ | ------ | ----- | ----- |
| Самора (Баринас)       | 2016              | 2         | 0         | —     | —     | —                   | —                   | —      | —      | 2     | 0     |
| Эстудиантес де Каракас | 2016/17           | —         | —         | —     | —     | 2                   | 1                   | —      | —      | 2     | 1     |
| Карвина                | 2017/18           | 17        | 1         | 3     | 0     | —                   | —                   | —      | —      | 20    | 1     |
| Карвина                | 2018/19           | 13        | 2         | 3     | 2     | —                   | —                   | —      | —      | 16    | 4     |
| Всего за Карвину       | Всего за Карвину  | 30        | 3         | 6     | 2     | —                   | —                   | —      | —      | 36    | 5     |
| Сеница                 | 2018/19           | 12        | 5         | 3     | 4     | —                   | —                   | —      | —      | 15    | 9     |
| ДАК 1904               | 2019/20           | 23        | 7         | 7     | 2     | 4                   | 2                   | —      | —      | 34    | 11    |
| ДАК 1904               | 2020/21           | 31        | 16        | —     | —     | 3                   | 1                   | —      | —      | 34    | 17    |
| Всего за ДАК 1904      | Всего за ДАК 1904 | 54        | 23        | 7     | 2     | 7                   | 3                   | —      | —      | 68    | 28    |
| Всего за карьеру       | Всего за карьеру  | 98        | 31        | 16    | 8     | 9                   | 4                   | —      | —      | 123   | 43    |

### Выступления за сборную
| № | Дата            | Оппонент  | Счёт | Голы | Пасы | Карточки | Минуты | Соревнование             |
| - | --------------- | --------- | ---- | ---- | ---- | -------- | ------ | ------------------------ |
| 1 | 14 октября 2020 | Парагвай  | 0:1  | —    | —    | —        | 1'     | Отборочные матчи ЧМ-2022 |
| 2 | 3 сентября 2021 | Аргентина | 1:3  | —    | —    | —        | 35'    | Отборочные матчи ЧМ-2022 |
| 3 | 5 сентября 2021 | Перу      | 0:1  | —    | —    | —        | 90'    | Отборочные матчи ЧМ-2022 |
| 4 | 8 октября 2021  | Бразилия  | 1:3  | 11′  | —    | —        | 90'    | Отборочные матчи ЧМ-2022 |
| 5 | 10 октября 2021 | Эквадор   | 2:1  | —    | —    | —        | 79'    | Отборочные матчи ЧМ-2022 |
| 6 | 15 октября 2021 | Чили      | 0:3  | —    | —    | —        | 74'    | Отборочные матчи ЧМ-2022 |
| 7 | 11 ноября 2021  | Эквадор   | 0:1  | —    | —    | 16'      | 46'    | Отборочные матчи ЧМ-2022 |
| 8 | 16 ноября 2021  | Перу      | 1:2  | —    | —    | —        | 12'    | Отборочные матчи ЧМ-2022 |

Итого: 8 матчей, 1 гол / 1 победа, 0 ничьих, 7 поражений.